# Эйсид-хаус
Эйсид-хаус, также эсид-хаус (англ. acid house) (в пер. с англ. — «кислотный дом», от «кислоты» и клуба Warehouse) — стиль электронной музыки, относящийся к категории хаус-музыки. Эйсид-хаус впервые появился в середине 1980-х годов, когда чикагские музыканты DJ Pierre, Adonis, Кейт Уильямс (более известный как Farley Jackmaster Funk) и другие начали микшировать элементы стиля хаус с тяжёлой музыкой и басовыми партиями, сыгранными на синтезаторе Roland TB-303. Изначально эйсид-хаус был преимущественно чикагским явлением, но затем его подхватили британцы, которые играли эту музыку на танцевальных вечеринках в 1986—1987 годах. Широкую популярность эйсид-хаус приобрёл на знаменитом фестивале «Summer of Love», который проводился летом 1988 года. Пластинки M/A/R/R/S, S’Express и Technotronic, записанные в этом стиле, моментально поднялись на первые позиции в британских хит-парадах. Эмблемой тех событий является жёлтый смайлик. От других направлений оно отличается обилием триповых синтезаторных звуков, а также более глубоким психоделическим звуком. Весьма важным фактором является практически полное отсутствие вокала.

## «Acid Tracks»
Считается что первым эйсид-хаус треком был трек «Acid Tracks» проекта Phuture, который был выпущен в 1987 году. Phuture — это три человека: DJ Pierre, Херб Джексон и Эрл Смит по прозвищу Spanky. Позднее, в одном из своих интервью, один из участников Phuture — DJ Pierre, рассказывал: «Я хотел сделать то, что слышал в Music Box или то, что играл Ферли на радио. В альбоме „Acid Tracks“ всё сделано случайно, потому что никто из нас не знал как работает этот чёртов 303-й. Я начал крутить ручки наобум, и всё это выглядело вроде „Ой, смотрите как тут можно ещё сделать!“. А потом мы закончили играть с синтезатором, задали ритм и написали на кассете „In Your Mind“. С этим треком мы вошли в историю».
Как постоянные посетители культового чикагского клуба Music Box, они понесли свою кассету главному диджею города — Рону Харди (Ron Hardy), и всё зависело от его мнения. Если музыка ему понравилась — значит всё удалось, если же нет — то об экспериментах можно было забыть. Рону Харди понравился их трек. В течение той ночи он ставил этот трек четыре раза, причём первые три раза танцпол пустел, но по мере того, как на посетителей оказывали действие различные наркотики, они становились более восприимчивыми к необычной музыке. На четвёртый раз клуб просто встретил этот трек бурными аплодисментами и самыми безумными танцами что можно было себе представить. Изначально трек назывался «In Your Mind», но он так полюбился завсегдатаям клуба, что те начали называть его «Ron Hardy’s Acid Tracks», потому что в клубе употреблялось LSD. В конце концов название сократили до «Acid Tracks» и тем самым музыку с похожим звучанием и ритмом стали называть эйсид-хаусом (само название стиля впервые было предложено лидером коллектива Psychic TV Дженезисом Пи-Орриджем).
По мере того, как рейв становился всё более популярным, эйсид-хаус уходил в подполье. Поскольку название стиля вызывало прямые ассоциации с наркотиками, это привело в конце 1980-х годов к запрету музыки Acid House на радио, телевидении и музыкальных магазинах в Великобритании. Именно поэтому стиль перешёл в разряд «андерграундных», хотя слухи о связи этой музыки с нездоровым образом жизни во многом были специально раздуты прессой и, возможно, не соответствовали реальному положению дел.
В наше время музыканты, работающие в стиле эйсид-хаус, отошли от использования исключительно звуков TB-303, но стиль по-прежнему сохраняет верность своим корням — повторяющимся секвенциям, которые при помощи модуляции изменяются и деформируются на протяжении композиции.

## Основные альбомы
- Phuture «Trax Classics: Phuture and Other Classics»
- The KLF «Doctorin' the Tardis»
- Soul II Soul «Classic Masters»
- 808 State «Prebuild»
- M/A/R/R/S «Pump Up The Volume»
- Aerosolization «The Lotion Has Now Begun» EP
- Sleezy D «I’ve Lost Control»

## Примеры композиций
- Aerosolization — The Lotion Has Now Begun 1990
- Laurent Garnier — Flashback 1997
- Josh Wink — Higher State of Consciousnes 1995
- Afrojack — Pacha On Acid 2009
- Snuff Crew — Control 2009
- Луперкаль, 25/17 — Человек, упавший с Луны 2016
- Anacondaz, Horus — Синий кит 2019